# IWAワールド・シリーズ
IWAワールド・シリーズ（アイ・ダブリュー・エー・ワールド・シリーズ）は、国際プロレスが行っていたシングルマッチのリーグ戦である。
1968年に第1回が開催され、未開催期間を挟んで1977年まで全6回が行われた。
ここでは第6回大会と同時に開催されたIWAワールド・タッグ・トーナメント（アイ・ダブリュー・エー・ワールド・タッグ・トーナメント）についても述べる。

## 概要
日本プロレスが開催していた「ワールドリーグ戦」に対抗すべく、1968年に第1回が開催された。国際プロレスでは最大のイベントでもあった。開催時期は開催時期が固定されていた「ワールドリーグ戦」や全日本プロレスの「チャンピオン・カーニバル」と異なり一定せず、決勝も地方会場で行われたこともあった。
ルールは第1回と第3回が持ち点が0となれば失格となるバッド・マーク・システム（当時はレスリングで採用された方式）が採用され、第2回と第4回から第6回までは通常のリーグ戦方式で行われ、日本側同士の対戦は一切行われなかった「ワールドリーグ戦」と違い、日本側同士の対戦も行われた。
第1回と第2回は「ワールドチャンピオン・シリーズ」というシリーズ名で開催されていたが、第3回からは「第○回ワールドシリーズ」というシリーズ名となった。

## 各大会の詳細

### 第1回大会
1968年11月〜12月シリーズである「'68ワールドチャンピオン・シリーズ」で開催された。持ち点10のバッド・マーク・システムが採用された。予選リーグは30分1本勝負で行われ、負けは3点、両者リングアウトは2点、時間切れ引き分けは1点ずつ減点され、0点で失格となり、勝ち残った3名が決勝リーグ戦を行った（決勝リーグ戦もバッド・マーク・システム適用）。優勝者はIWA世界ヘビー級王座初代王座認定。
出場選手
- 豊登 ※決勝リーグ戦進出
- グレート草津
- サンダー杉山
- ビル・ロビンソン ※決勝リーグ戦進出
- ジョージ・ゴーディエンコ ※決勝リーグ戦進出
- マイケル・ネイダー
- レイ・ハンター
- ピーター・メイビア
- ジョン・ダ・シルバ
- レイ・ゴールデン・アポロン
- ジルベール・ボワニー

豊登、ロビンソン、ゴーディエンコが決勝リーグ戦進出。決勝戦は12月19日に岡山県体育館で45分3本勝負で行われ、ロビンソンが豊登と引き分け、唯一持ち点が残ったロビンソンが初代優勝者となったと同時にIWA世界ヘビー級王座初代王座に認定された。決勝戦は12月25日にTBS『TWWAプロレス中継』にて録画中継された。

### 第2回大会
2年ぶりの開催。1970年3月〜5月シリーズである「'70ワールドチャンピオン・シリーズ」で開催された。前回優勝のロビンソンがシードされ、バッド・マーク・システムを採用せずに開催された。
出場選手
- ビル・ロビンソン（前回優勝）
- ストロング小林
- グレート草津
- サンダー杉山
- 田中忠治
- 清美川梅之
- イワン・ストロゴフ
- グラン・ブラジミア
- コンデ・マキシミリ
- ジミー・ダラ
- ビッグ・コマンチ

開催期間中の1970年4月22日からは『TWWAプロレス中継』のカラー放送が開始された。
決勝戦は5月14日に台東区体育館で61分3本勝負で行われ、ロビンソンが小林を下して2連覇達成。決勝戦は6月3日に『TWWAプロレス中継』にて録画中継された。

### 第3回大会
1971年3月〜5月シリーズである「第3回ワールドシリーズ」で開催された。バッド・マーク・システムを再度採用した。予選リーグは30分1本勝負で行われ、持ち点7でスタートし、負けは3点、両者リングアウトは1.5点、時間切れ引き分けは1点ずつ減点され、0点で失格となり、勝ち残った3名が決勝リーグ戦を行った（決勝リーグ戦もバッド・マーク・システム適用）。
出場選手
- ビル・ロビンソン（前回優勝） ※決勝リーグ戦進出
- グレート草津
- サンダー杉山
- ラッシャー木村
- シーン・リーガン
- カール・ゴッチ ※決勝リーグ戦進出
- モンスター・ロシモフ ※決勝リーグ戦進出
- ジャック・クレインボーン
- ドクター・デス
- マグナ・クレメント
- 黒潮太郎
- バスター・マシューズ

ロビンソン、ゴッチ、ロシモフが決勝リーグ戦進出。決勝リーグは45分3本勝負で行われ、決勝リーグ戦は全試合引き分けに終わり、その結果、予選からの持ち点数が多いロシモフが初優勝。決勝リーグは5月15日に埼玉県越谷市体育館で行われたロビンソンVSロシモフが6月16日に、5月18日に大田区体育館で行われたロビンソンVSゴッチが6月23日にそれぞれ『TWWAプロレス中継』にて録画中継された。

### 第4回大会
1972年3月〜5月シリーズである「第4回ワールドシリーズ」で開催された。今回からバッド・マーク・システムは不採用となり、3ブロックに分けた予選リーグを行った。予選リーグは20分1本勝負で行われ、勝ち点は勝ちが2点、引き分けが1点、負けが0点で、各組1位は決勝トーナメント進出、各組2位は敗者復活リーグ戦へ回り1位が決勝トーナメント進出。決勝トーナメントは準決勝は20分1本勝負で行われ、時間切れ引き分けの場合は延長戦が行われた。勝者は決勝進出、敗者は3位決定戦へ回った。
出場選手
Aブロック
- ラッシャー木村 ※敗者復活戦へ
- バロン・フォン・ラシク ※決勝トーナメント進出
- レイ・ゴールデン・アポロン
- イワン・バイテン

Bブロック
- ストロング小林 ※決勝トーナメント進出
- ホースト・ホフマン ※敗者復活戦へ
- ジョージ・ゴーディエンコ
- アリババ・マルスターニ

Cブロック
- モンスター・ロシモフ（前回優勝） ※決勝トーナメント進出
- サンダー杉山
- ドン・レオ・ジョナサン ※敗者復活戦に勝利し決勝トーナメント進出
- ティト・コパ

開催期間中の1972年4月2日からは『TWWAプロレス中継』の放送時間が日曜夕方へ変更され、1時間枠での放送が復活した。敗者復活戦は木村、ホフマン、ジョナサンの3人によるリーグ戦の結果、ジョナサンの勝利。準決勝はロシモフVSラシク、小林VSジョナサンの組み合わせとなった。ロシモフと小林が決勝に進出し、ラシクとジョナサンは3位決定戦へ回った。
3位決定戦は5月4日に新潟市体育館で45分3本勝負で行われ、ジョナサンが勝利。決勝戦は5月6日に岩手県営体育館で60分3本勝負で行われ、小林がロシモフを下して初優勝。3位決定戦は6月11日に、決勝戦は6月18日にそれぞれ『TWWAプロレス中継』にて録画中継された。
ホフマン以外の外国人選手は、次期シリーズである「ワールド選抜シリーズ」にも残留参戦（ラシク、アポロン、ジョナサンの3人は開幕戦である1972年5月7日の旭川市体育館大会のみ参戦）。

### 第5回大会
1973年9月〜10月シリーズである「第5回ワールドシリーズ」で開催された。2ブロックに分けた予選リーグを30分1本勝負で行われ、勝ち点は勝ちが1点、負けと両者リングアウトが0点、時間切れ引き分けはジャッジによる判定で、各組1位が決勝進出。
出場選手
Aブロック
- ストロング小林（前回優勝）
- ラッシャー木村 ※決勝トーナメント進出
- 寺西勇
- 田中忠治
- ラーズ・アンダーソン ※決勝トーナメント進出
- ムース・ショーラック
- ボブ・ブラッガーズ
- フリッキー・アルバーツ※途中棄権

Bブロック
- グレート草津 ※決勝トーナメント進出
- マイティ井上
- アニマル浜口
- 大磯武
- ブラックジャック・マリガン ※決勝トーナメント進出
- ウィリアム・ホール
- デール・ルイス
- グレッグ・ガニア

本シリーズが『TWWAプロレス中継』時代最後のリーグ戦となり、開催期間中の1973年10月6日からは『TWWAプロレス中継』の放送時間が土曜午後へ変更された他、小林も4か月後の1974年2月に国際プロレスを脱退した。
9月27日の愛知県体育館大会では、Aブロック公式戦である木村VSアンダーソンが公式戦初の金網デスマッチで行われたと同時に、アルバーツが途中棄権して帰国。
両ブロックとも上位2位が同点となったため、10月10日の長崎国際体育館で60分1本勝負の決勝トーナメントを開催。準決勝の草津VSアンダーソンは両者KOとなり、もう一つの準決勝であった木村VSマリガンがそのまま決勝戦となった。その結果、木村がマリガンを下して初優勝。草津VSアンダーソンは10月27日に、木村VSマリガンは11月3日にそれぞれ『TWWAプロレス中継』にて録画中継された。

### 第6回大会
4年ぶりの開催。1977年2月〜3月シリーズである「第6回ワールドシリーズ」で開催された。2ブロックに分けた30分1本勝負の予選リーグを行い、勝ち点は第4回大会と同様で、各組1位が決勝進出。鶴見五郎以外は同時開催の「IWAワールド・タッグ・トーナメント」にも出場。
出場選手
Aブロック
- ラッシャー木村（前回優勝）※決勝進出
- グレート草津
- 鶴見五郎
- 大位山勝三
- ビッグ・ジョン・クイン
- クルト・フォン・ヘス
- ジャック・クレインボーン
- キューバン・アサシン2号

Bブロック
- マイティ井上
- 寺西勇
- アニマル浜口
- 剛竜馬
- マッドドッグ・バション ※1位のジョーと2位の井上が負傷棄権したため、繰り上がりで決勝進出
- ジプシー・ジョー
- キューバン・アサシン1号
- 稲妻二郎

今回が東京12チャンネル『国際プロレスアワー』時代では最初で最後のリーグ戦となり、また、本シリーズから関東地方で行われる興行のみ行っていた『国際プロレスアワー』の生中継や番組収録が、関東地方以外で行われる興行でも本格的に開始された。
優勝決定戦とBブロック公式リーグ戦である井上VSジョーは3月26日に蔵前国技館で行われ、Bブロック公式リーグ戦は1位のジョーと2位の井上が両者KOの上負傷棄権したため、同率2位のバションが繰り上がりで決勝戦進出。決勝戦は60分1本勝負で行われ、木村がバションを下して2連覇。井上VSジョーは4月4日に、木村VSバションは4月11日にそれぞれ『国際プロレスアワー』にて録画中継された。

#### IWAワールド・タッグ・トーナメント
IWA世界タッグ王座の第15代王者チームであった草津&井上が開催に先立ってベルトを返上し、IWA世界タッグ王座を争奪するトーナメント戦であった。「第6回ワールドシリーズ」において、第6回IWAワールド・シリーズと同時開催された。準決勝までは30分1本勝負で、決勝は60分1本勝負で行われた。
出場チーム
- グレート草津&マイティ井上（前王者チーム） ※1回戦でバション&ジョーに敗れ敗退
- ラッシャー木村&大位山勝三 ※1回戦でクイン&ヘスに敗れ敗退
- アニマル浜口&寺西勇 ※決勝進出
- 剛竜馬&サンダー杉山 ※準決勝でクイン&ヘスに敗れ敗退
- マッドドッグ・バション&ジプシー・ジョー ※準決勝の浜口&寺西で仲間割れを起こし失格
- ビッグ・ジョン・クイン&クルト・フォン・ヘス ※決勝進出
- キューバン・アサシン1号＆キューバン・アサシン2号 ※1回戦で浜口&寺西に敗れ敗退
- ジャック・クレインボーン&稲妻二郎 ※1回戦で剛&杉山に敗れ敗退

出場メンバーは杉山以外はIWAワールド・シリーズと同一。王者決定戦は3月25日に横浜文化体育館で行われ、クイン&ヘスが浜口&寺西を下して第16代王者になったが、翌3月26日の蔵前大会で草津&浜口に敗れたため僅か1日で王座から陥落した。王者決定戦は3月28日に『国際プロレスアワー』にて録画中継された（クイン&ヘスVS草津&浜口は前述の木村VSバションとのセットで4月11日に録画中継）。
タッグチーム王座を返上した上でリーグ戦やトーナメント戦で新王者を決定する方式は、1988年から1994年までの全日本プロレス「世界最強タッグ決定リーグ戦」（開幕前に世界タッグ王座を返上）でも採用され、世界タッグ王座争奪戦には木村と井上も出場しているが、こちらも優勝および王座獲得を逃している。